# Saison 2009-2010 du MC Alger
 (septembre 2012).
Maillots
Chronologie
Saison suivante
Cet article traite la saison 2009-2010 du Mouloudia Club d'Alger. Les matchs se déroulent essentiellement en Championnat d'Algérie de football 2009-2010, mais aussi en Coupe d'Algérie de football 2009-2010.

## Parcours

### Champion d'Algérie
Pour la saison 2009/2010 le club a enregistré beaucoup de changements dans ses effectifs, des départs importants et des arrivées tout aussi intéressantes. Classé 5e durant la saison d'avant, le Mouloudia devait prendre part à la champions league arabe qui a été finalement annulée pour une histoire de surcharge de calendrier, Sur le plan des départs le MCA a vu disparaitre de son paysage pas moins de 13 joueurs : Badji (retraite), Hamadou, Yacef, Younes, Belghomari, Benhamou, Doukha, Chaoui, Bentocha, Belaid, Bencharif, Bénié, Lachekham et Boujenah alors qu'il enregistre l'arrivée de 7 nouveaux visages en l'occurrence Mokdad, Senouci, Kheddis et Attafen, Zemmamouche, Hamrat, Derrag et la promotion de plusieurs juniors à savoir Slimani, Aberrane, Bensalem, Essaid, Moume et Kabla pour venir s'ajouter à la prometteuse pépinière déjà en place et qui a fait ses preuves en fin de saison passée.
Il faut noter au passage qu'une nouvelle réglementation sera applicable pour cette nouvelle saison (à moins d'un revirement) qui oblige tous les clubs de D1 à avoir 27 éléments au maximum en équipe fanion avec obligation de faire jouer un seul joueur de -20 ans au minimum comme titulaire. Pour le cas du MCA c'est Brahim Bedbouda qui sera l'heureux élu en devenant, à coup sûr, titulaire en défense pour épauler les chevronnés Coulibaly, Zeddam ou Kheddis. Après une phase Aller de tout premier ordre ou le MCA termina en leader incontesté avec seulement deux défaites, les poulains du nouvel entraîneur Bracci qui a remplacé Alain Michel parti au Qatar s'attaquent aux matches retour avec plein d'espoir et beaucoup de changements dans son effectif. Au départ de Coulibaly (Ahly de Benghazi Libye), Kheddis (pays du Golfe), le ‘’’Mouloudia’’’ enregistre le retour de Mokdad et Hadjadj en disgrâce avec le club lors de la phase aller et l'arrivée de Harkat (USMA) et Megherbi (ASMO) deux défenseurs centraux pour pallier les départs dans ce secteur le plus touché. Auteur d'un parcours jugé exceptionnel, le MCA s'est adjugé son 7e sacre, un titre de champion qui le fuit depuis 1999 et se trouve officiellement qualifié à la prestigieuse champions league africaine.

### Championnat

#### Résultats
| Division 1 Journée 1 | MC Alger | 4-0 | USM Annaba | Stade de Rouiba |  |
|                      |          |     |            |                 |  |

| Division 1 Journée 2 | CA Bordj Bou Arreridj | défaite sur tapis vert pour les deux clubs | MC Alger | Stade 20 août 1955 |  |
|                      |                       |                                            |          |                    |  |

| Division 1 Journée 3 | MC Alger | 1-0 | USM Blida | Stade de Rouiba |  |
|                      |          |     |           |                 |  |

| Division 1 Journée 4 | ASO Chlef | 0-3 | MC Alger | Stade Mohamed Boumezrag |  |
|                      |           |     |          |                         |  |

| Division 1 Journée 5 | MC Alger | 1-0 | JS Kabylie | Stade de Rouiba |  |
|                      |          |     |            |                 |  |

| Division 1 Journée 6 | NA Hussein Dey | 0-1 | MC Alger | Stade du 5 juillet 1962 |  |
|                      |                |     |          |                         |  |

| Division 1 Journée 7 | CA Batna | 1-2 | MC Alger | Stade du 1er Novembre |  |
|                      |          |     |          |                       |  |

| Division 1 Journée 8 | MC Alger | 0-0 | USM Alger | Stade du 5 juillet 1962 |  |
|                      |          |     |           |                         |  |

| Division 1 Journée 9 | MC Alger | 1-1 | AS Khroub | Stade du 5 juillet 1962 |  |
|                      |          |     |           |                         |  |

| Division 1 Journée 10 | WA Tlemcen | 2-1 | MC Alger | Complexe sportif Akid Lotfi |  |
|                       |            |     |          |                             |  |

| Division 1 Journée 11 | MC Alger | 4-1 | MC Oran | Stade du 5 juillet 1962 |  |
|                       |          |     |         |                         |  |

| Division 1 Journée 12 | JSM Béjaïa | 1-1 | MC Alger | Stade de l'Unité Maghrébine |  |
|                       |            |     |          |                             |  |

| Division 1 Journée 13 | MC El Eulma | 1-1 | MC Alger | Stade Messaoud Zougar |  |
|                       |             |     |          |                       |  |

| Division 1 Journée 14 | MC Alger | 4-2 | CR Belouizdad | Stade du 5 juillet 1962 |  |
|                       |          |     |               |                         |  |

| Division 1 Journée 15 | MC Alger | 2-1 | USM El Harrach | Stade du 5 juillet 1962 |  |
|                       |          |     |                |                         |  |

| Division 1 Journée 16 | MC Alger | 1-1 | ES Setif | Stade du 5 juillet 1962 |  |
|                       |          |     |          |                         |  |

| Division 1 Journée 17 | MSP Batna | 1-1 | MC Alger | Stade du 1er Novembre |  |
|                       |           |     |          |                       |  |

| Division 1 Journée 18 | USM Annaba | 2-0 | MC Alger | Stade du 19 mai 1956 |  |
|                       |            |     |          |                      |  |

| Division 1 Journée 19 | MC Alger | 3-1 | CA Bordj Bou Arreridj | Stade du 5 juillet 1962 |  |
|                       |          |     |                       |                         |  |

| Division 1 Journée 20 | USM Blida | 1-1 | MC Alger | Stade du 5 juillet 1962 |  |
|                       |           |     |          |                         |  |

| Division 1 Journée 21 | MC Alger | 1-0 | ASO Chlef | Stade du 5 juillet 1962 |  |
|                       |          |     |           |                         |  |

| Division 1 Journée 22 | JS Kabylie | 0-0 | MC Alger | Stade du 1er Novembre 1954 |  |
|                       |            |     |          |                            |  |

| Division 1 Journée 23 | MC Alger | 2-0 | NA Hussein Dey | Stade de Rouiba |  |
|                       |          |     |                |                 |  |

| Division 1 Journée 24 | MC Alger | 2-1 | CA Batna | Stade de Rouiba |  |
|                       |          |     |          |                 |  |

| Division 1 Journée 25 | USM Alger | 1-2 | MC Alger | Stade du 5 juillet 1962 |  |
|                       |           |     |          |                         |  |

| Division 1 Journée 26 | USM El Harrach | 0-0 | MC Alger | Stade du 20-août-1955 |  |
|                       |                |     |          |                       |  |

| Division 1 Journée 27 | AS Khroub | 0-2 | MC Alger | Stade Abed-Hamdani |  |
|                       |           |     |          |                    |  |

| Division 1 Journée 28 | MC Alger | 1-0 | WA Tlemcen | Stade de Rouiba |  |
|                       |          |     |            |                 |  |

| Division 1 Journée 29 | MC Oran | 0-0 | MC Alger | Stade Ahmed-Zabana |  |
|                       |         |     |          |                    |  |

| Division 1 Journée 30 | MC Alger | 1-1 | JSM Béjaïa | Stade du 5 juillet 1962 |  |
|                       |          |     |            |                         |  |

| Division 1 Journée 31 | ES Setif | 2-1 | MC Alger | Stade du 8 mai 1945 |  |
|                       |          |     |          |                     |  |

| Division 1 Journée 32 | MC Alger | 3-1 | MC El Eulma | Stade du 5 juillet 1962 |  |
|                       |          |     |             |                         |  |

| Division 1 Journée 33 | CR Belouizdad | 0-0 | MC Alger | Stade du 5 juillet 1962 |  |
|                       |               |     |          |                         |  |

| Division 1 Journée 34 | MC Alger | 4-0 | MSP Batna | Stade du 5 juillet 1962 |  |
|                       |          |     |           |                         |  |

#### Classement
| Rang | Équipe                | Pts | J  | G  | N  | P  | Bp | Bc | Diff |
| ---- | --------------------- | --- | -- | -- | -- | -- | -- | -- | ---- |
| 1    | MC Alger C            | 66  | 34 | 18 | 12 | 4  | 51 | 22 | +29  |
| 2    | ES Sétif              | 63  | 34 | 17 | 12 | 5  | 51 | 32 | +19  |
| 3    | JS Kabylie            | 54  | 34 | 15 | 9  | 10 | 39 | 27 | +12  |
| 4    | USM Alger             | 53  | 34 | 14 | 11 | 9  | 47 | 33 | +14  |
| 5    | USM El Harrach        | 52  | 34 | 13 | 13 | 8  | 47 | 35 | +12  |
| 6    | JSM Béjaïa            | 52  | 34 | 13 | 13 | 8  | 38 | 28 | +10  |
| 7    | USM Annaba            | 49  | 34 | 12 | 13 | 9  | 40 | 35 | +5   |
| 8    | WA Tlemcen            | 49  | 34 | 13 | 10 | 11 | 44 | 42 | +2   |
| 9    | CA Bordj Bou Arreridj | 46  | 34 | 13 | 10 | 11 | 41 | 45 | -4   |
| 10   | AS Khroub             | 45  | 34 | 12 | 9  | 13 | 37 | 45 | -8   |
| 11   | ASO Chlef             | 43  | 34 | 12 | 7  | 15 | 38 | 41 | -3   |
| 12   | CR Belouizdad         | 43  | 34 | 11 | 10 | 13 | 36 | 39 | -3   |
| 13   | MC El Eulma           | 43  | 34 | 11 | 10 | 13 | 33 | 36 | -3   |
| 14   | USM Blida             | 43  | 34 | 11 | 10 | 13 | 29 | 33 | -4   |
| 15   | MC Oran P             | 41  | 34 | 10 | 11 | 13 | 33 | 42 | -9   |
| 16   | CA Batna P            | 37  | 34 | 10 | 7  | 17 | 27 | 40 | -13  |
| 17   | MSP Batna             | 24  | 34 | 5  | 9  | 20 | 23 | 53 | -30  |
| 18   | NA Hussein Dey        | 19  | 34 | 3  | 10 | 21 | 22 | 49 | -27  |

### Coupe d'Algérie
| Coupe d'Algérie 1/32e de finale | MC Alger | 5-2 | JSM Tiaret | Stade de Rouiba, Alger |  |
|                                 |          |     |            |                        |  |

| Coupe d'Algérie 1/16e de finale | SC Ain Merane | 0-1 | MC Alger | Stade Mohamed Boumezrag, Chlef |  |
|                                 |               |     |          |                                |  |

| Coupe d'Algérie 1/8e de finale | USM Alger | 0-3 | MC Alger | Stade du 5 juillet 1962, Alger |  |
|                                |           |     |          |                                |  |

| Coupe d'Algérie 1/4 de finale | CA Batna | 1-0 | MC Alger | Stade du 1er Novembre, Batna |  |
|                               |          |     |          |                              |  |